# Бозау
Бозау (нім. Bosau) — громада в Німеччині, розташована в землі Шлезвіг-Гольштейн. Входить до складу району Східний Гольштейн. Складова частина об'єднання громад Гросер-Пленер-Зе.
Площа — 64,25 км2. Населення становить 3417 ос. (станом на 31 грудня 2020).

## Галерея

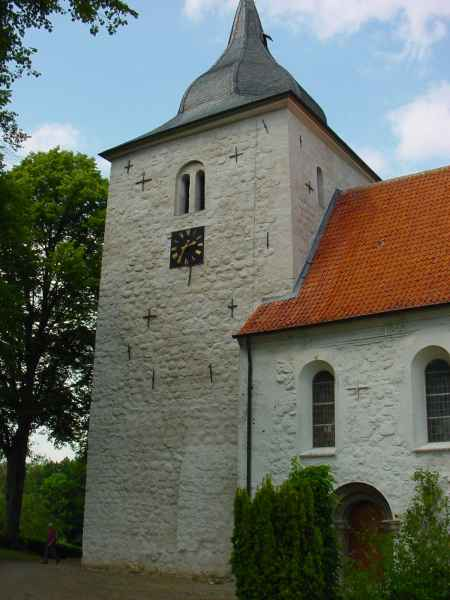